# Olivový olej

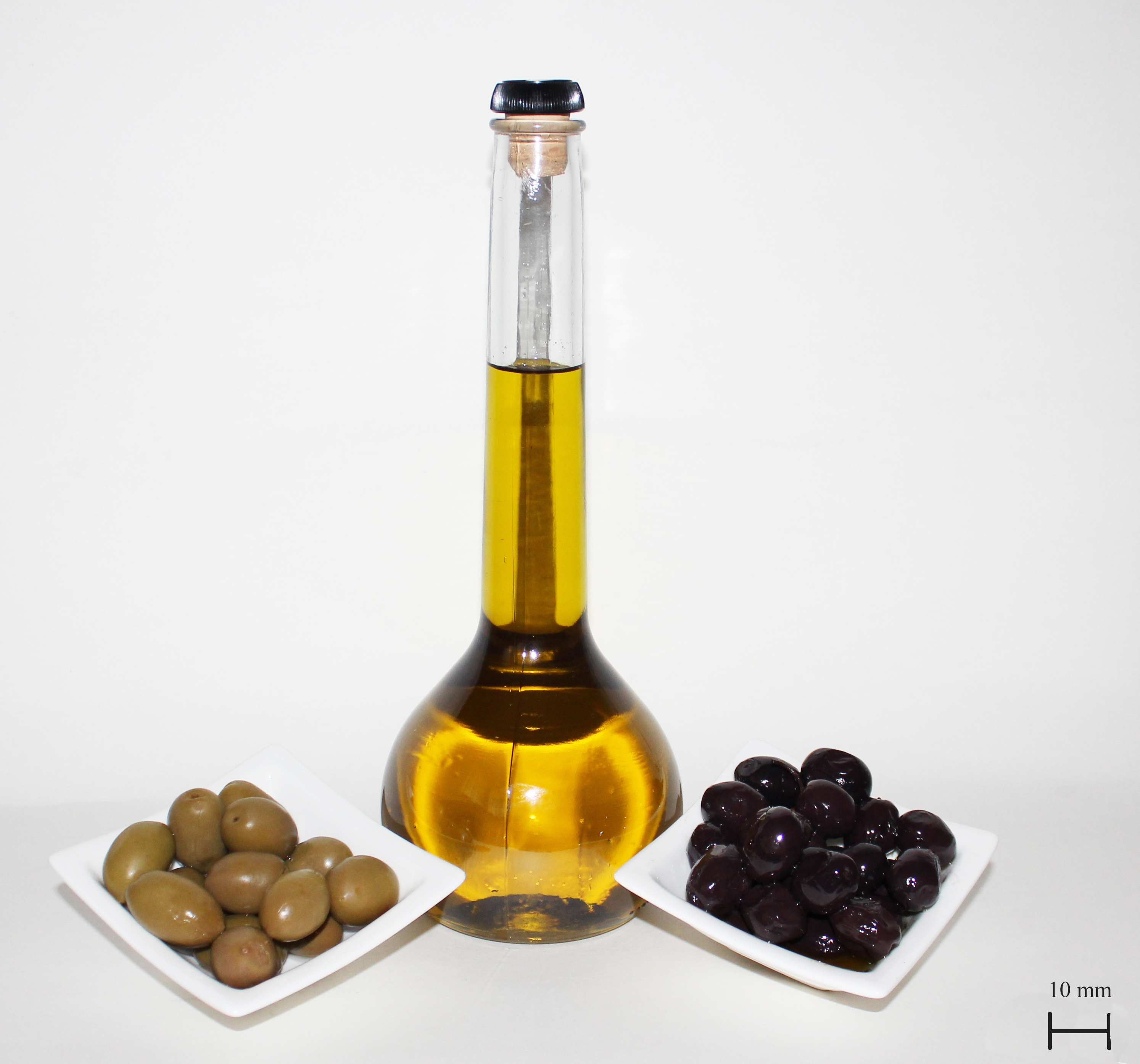
Extra panenský olivový olej spolu se zelenými a černými konzervovanými stolními olivami

Olivový olej je rostlinný olej získaný z oliv (Olea europaea) lisováním či jinými mechanickými postupy. Konzumace olivového oleje je považována za zdraví prospěšnou, protože obsahuje mononenasycené mastné kyseliny a vitamin E.
Běžně se používá v kuchyni ke smažení jídel, jako koření nebo jako dresink na salát. Lze jej nalézt také v některých kosmetických přípravcích, léčivech, mýdlech a palivech pro tradiční olejové lampy. Má také další použití v některých náboženstvích. Olivy jsou spolu s pšenicí a hrozny jednou ze tří hlavních potravinářských rostlin středomořské kuchyně. Olivovníky se ve Středomoří pěstují od 8. tisíciletí před naším letopočtem.
Španělsko bylo v roce 2022 největším světovým producentem a vyrobilo 24 % světového olivového oleje. Dalšími velkými producenty byly Itálie, Řecko a Turecko, které dohromady tvoří 59 % celosvětového trhu.
Složení olivového oleje se liší podle kultivaru, nadmořské výšky, doby sklizně a procesu extrakce. Skládá se převážně z kyseliny olejové (až 83 %), s menším množstvím dalších mastných kyselin včetně kyseliny linolové (až 21 %) a kyseliny palmitové (až 20 %). Extra panenský olivový olej (EVOO) nesmí mít více než 0,8 % volné kyselosti a má se za to, že má příznivé chuťové vlastnosti.

## Historie

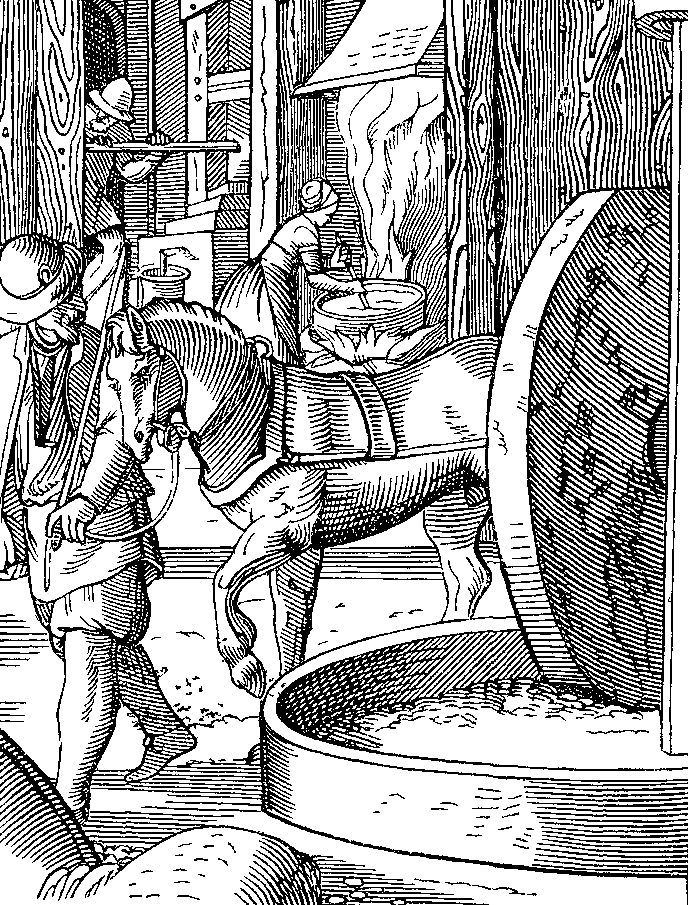
Výroba oleje, rytina J. Ammana ze 16. století.

Legendární olivovník a olej získaný z jeho plodů doprovází lidstvo během celé jeho historie. Již před 8 000 lety byly olivy pěstovány na Středním východě a první plantáže se objevily pravděpodobně v Sýrii nebo na Krétě. Féničané poté rozšířili pěstování oliv do celého středomoří, severní Afriky a jižní Evropy. Staří Řekové považovali olivovník, posvátný strom starobylého města Atén, za symbol moudrosti a míru a používali olivy jako svůj hlavní zdroj tuku. Řekové se postarali o znásobení kultivaru olivovníku na svých územích, ale až Římané vyzkoušeli pěstování olivovníku ve všech oblastech, které dobyli. První nástroje a nové technologie na lisování oleje pochází taktéž od Římanů, kteří zdokonalili také jeho skladování a prodloužili tak jeho trvanlivost.
Již od prvopočátku byl olivovník i jeho plody používány jak v běžném životě, tak i v náboženství. Olivový olej nebyl používán pouze na ochucení pokrmů, ale také k masážím a v kosmetice. Homérské eposy popisují užívání olivového oleje výlučně pro potřebu úklidu a hygieny.
Staří Římané měli pětiúrovňovou stupnici kvality:
- oleum ex albis ulivis – který byl lisován ze zelených oliv,
- oleum viride – lisován z oliv ze sklizně ve stádiu před úplnou zralostí,
- oleum maturum – lisován ze zralých oliv,
- oleum caducum – lisován z oliv spadlých na zem,
- oleum cibarium – lisován z téměř sušených oliv, které sloužily k výživě otroků.

## Sklizeň a výroba
Pro lisování olivového oleje se sklízí olivy tradičním způsobem, tj. tlučením dlouhou palicí do větví stromů.[zdroj?] Sklizeň oliv probíhá již více než 2 000 let stejným způsobem.[zdroj?] Při výrobě kvalitního extra panenského olivového oleje se olivy nijak nečešou, ale plody se nechají spadnout ze stromu do připravené plachty, odkud se ručně sbírají.[zdroj?] Sklizeň trvá od října do ledna v závislosti na odrůdě a stupni zralosti.[zdroj?]
Poté se olivy očistí a rozemelou, takto zpracované se dostanou do lisů, kde z nich vzniká olej, který se po přefiltrování plní do lahví. Olej musí být vylisován do čtyř dnů od sklizně, aby byla zachována jeho kvalita a především všechny látky v olivách obsažené. Čím dříve po sklizni se olivy vylisují, tím lépe. Pouze časné vylisování zajistí uchování vysokých obsahů všech vitamínů a dalších zdraví prospěšných chemických substancí. Extra panenský olivový olej musí být získaný pouze mechanickým lisováním za studena.[zdroj?] Jedná se o přírodní šťávu, bez jakýchkoliv úprav, kterou lze s trochou nadsázky přirovnat k čerstvému džusu.[zdroj?]

## Produkce a spotřeba

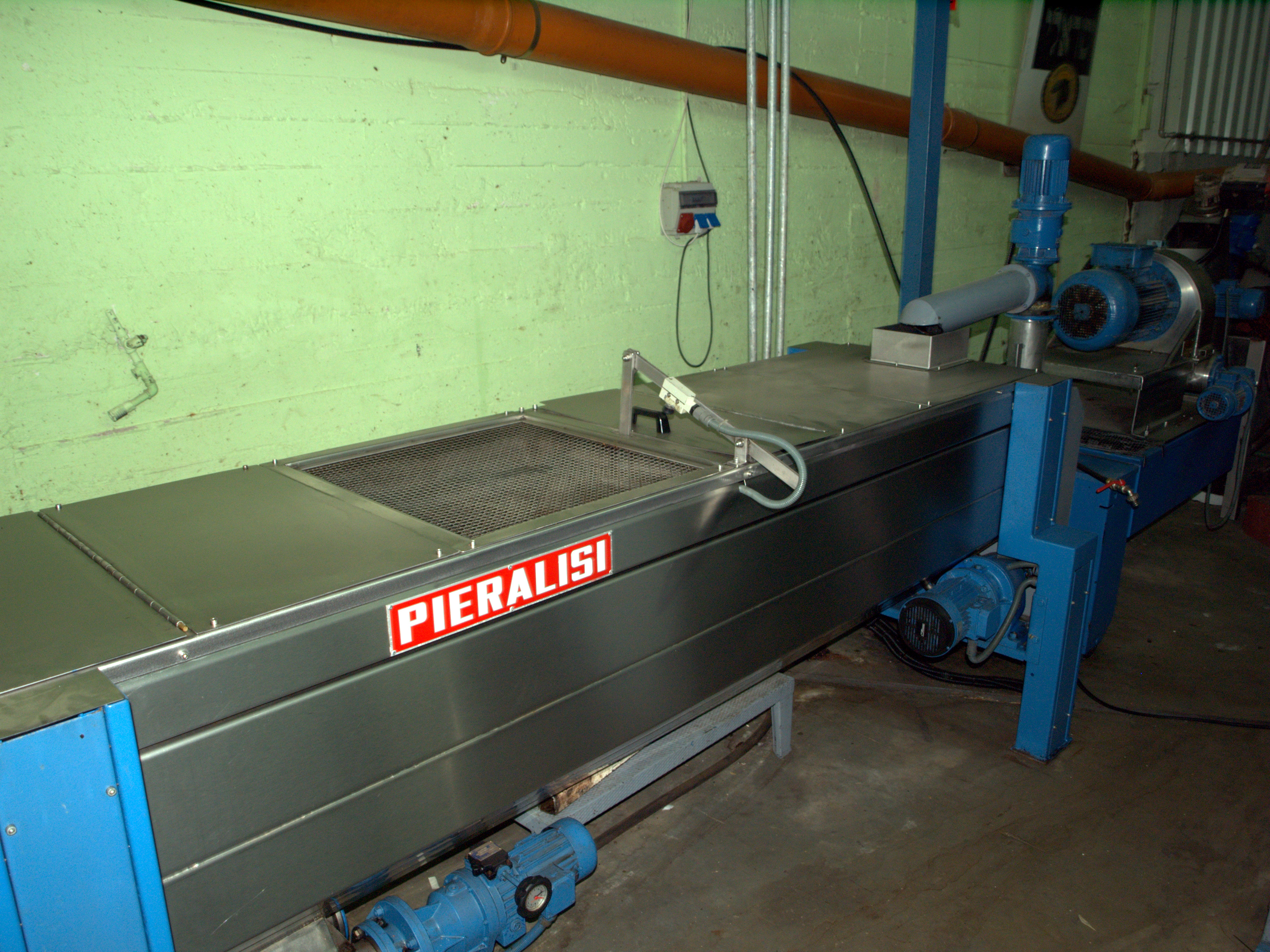
Stroj na olivový olej lisovaný za studena v Izraeli

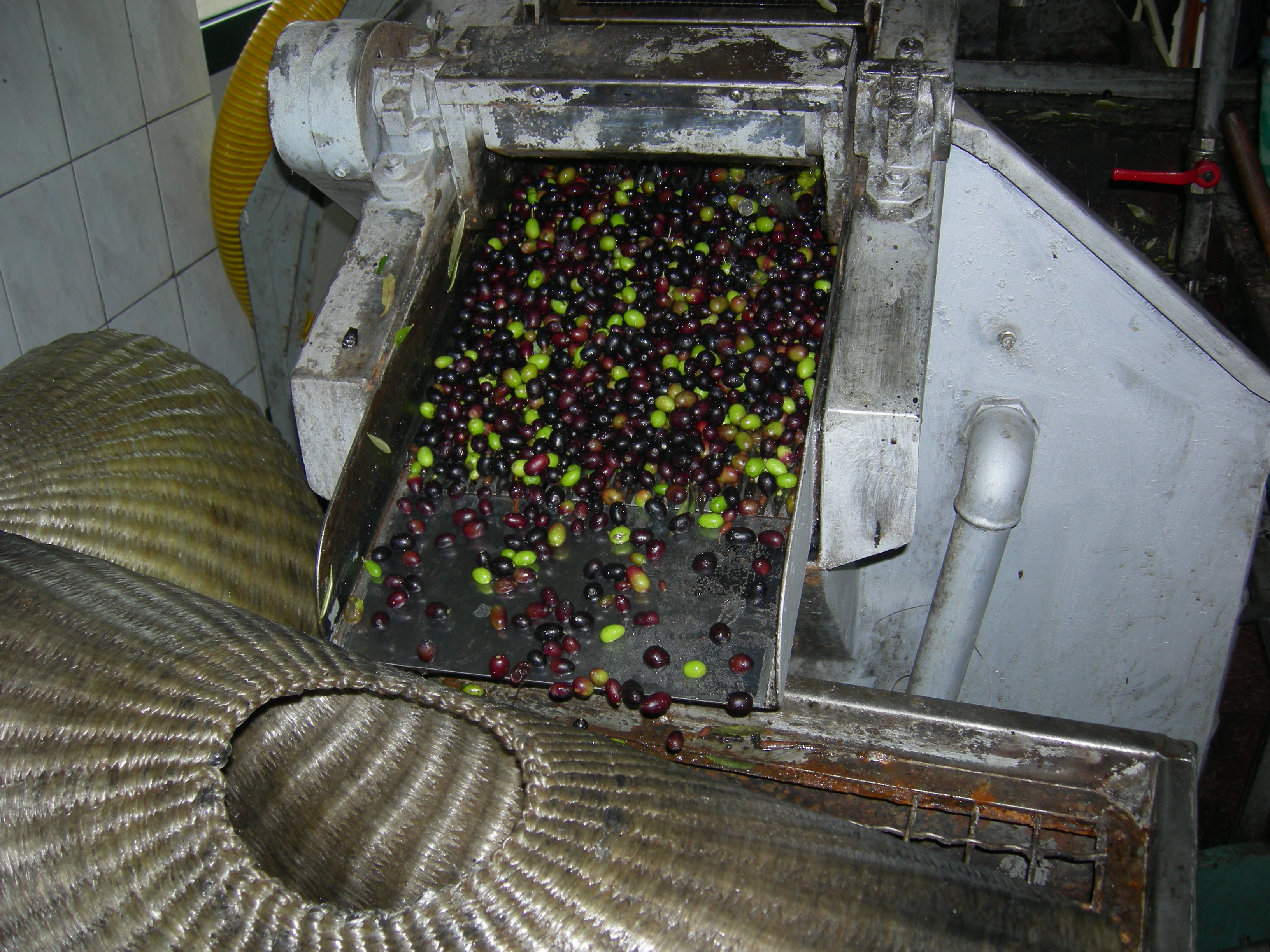
Mlýnek na olivový olej

Zhruba 43,8 % světové produkce olivového oleje pochází ze Španělska. 75 % oleje vyráběného ve Španělsku pochází z Andalusie, zejména z provincie Jaén, ale vynikající olej se vyrábí i v dalších regionech včetně Katalánska. Itálie, přestože je čistým dovozcem olivového oleje, odpovídá za 21,5 % světové produkce. Hlavní italští výrobci jsou známi jako „Città dell'Olio“ neboli „města oleje“ a patří mezi ně Lucca, Florencie a Siena v Toskánsku. Nejvíce oleje se však vyrábí v Apulii. 12,5 % světové produkce pochází z Řecka a 6,1 % ze Sýrie, čímž se tyto země řadí na třetí a čtvrté místo žebříčku největších světových výrobců. Portugalsko vyrábí 5 % a jeho hlavním vývozním trhem je Brazílie.
V Severní Americe jsou nejznámější italské a španělské olivové oleje a velmi kvalitní extra panenské oleje z Itálie, Španělska, Portugalska a Řecka se zde prodávají za vysoké ceny, často v „luxusních“ baleních. Velká část Spojených států dováží olivový olej z Itálie, Španělska a Turecka. V roce 1998 dovezly Spojené státy 47 800 000 amerických galonů (tj. 181 000 m3) olivového oleje, z čehož 34 600 000 galonů (131 000 m3) pocházelo z Itálie.

## Dělení olejů
Olivové oleje se obecně dělí na panenské, rafinované a směsi obou skupin (dle vyhlášky č. 77/2003 Sb.).
- Panenské oleje – jsou lisované přímo z celých plodů za studena (do 50 °C)
  - Extra panenský olej (Extra virgin) – Panenský olivový olej s volnou kyselostí méně než 0,8 g na 100 g včetně, získaný přímo z plodů olivovníku, při jehož výrobě byly použity pouze mechanické postupy. Nejvyšší kvalitu mají oleje lisované bez pecek - denocciolato.
  - Panenský olej (Virgin) – Panenský olivový olej s volnou kyselostí méně než 2,0 g na 100 g včetně, získaný přímo z plodů olivovníku, při jehož výrobě byly použity pouze mechanické postupy.
  - Obyčejný panenský olej – Panenský olivový olej s volnou kyselostí méně než 3,3 g na 100 g včetně.
- Rafinované oleje – je lisován za vysokých teplot a tlaků. Produkt bývá následně chemicky upraven.
  - Rafinovaný olej – Olivový olej získaný rafinováním panenského olivového oleje s volnou kyselostí méně než 0,5 g na 100 g včetně
  - Rafinovaný olej z pokrutin – Olej získaný rafinováním surového olivového oleje z pokrutin s volnou kyselostí méně než 0,5 g na 100 g včetně
- Směsi
  - Olivový olej – Olivový olej získaný smícháním rafinovaného olivového oleje a panenského olivového oleje, jiného než lampantového, s volnou kyselostí méně než 1,5 g na 100 g včetně.
  - Olej z pokrutin – Olej získaný smícháním rafinovaného olivového oleje z pokrutin a panenského olivového oleje, jiného než lampantovaného, s obsahem volných kyselin méně než 1,5 g na 100 g včetně

## Filtrace
- Filtrovaný olivový olej – kvalitnější varianta extra panenského olivového oleje, vhodná především na studenou kuchyň, není vhodný na tepelnou úpravu (vaření, pečení, smažení). Olivový olej nesnáší teploty vyšší než 180 °C.[zdroj?]

- Nefiltrovaný olivový olej – méně kvalitní varianta extra panenského olivového oleje, není vhodná na tepelnou úpravu, protože se částečky dužiny a slupek při vyšší teplotě přepalují.[zdroj?]

## Určování kvality
Nejdůležitějším měřítkem v určování kvality je především obsah kyselin.   Ten se zjišťuje několika způsoby, buď chemickou nebo mikrobiologickou cestou nebo metodou senzorickou.
- Chemická analýza – zjišťuje především stupeň kyselosti, což je v podstatě množství kyseliny olejové v olivovém oleji.
- Senzorická analýza (degustace) – je nesmírně náročná, protože je určována pouze lidským čichem a chutí. Lidé pro tuto práci nejenže musí mít značnou dávku talentu, ale především léta zkušeností a cviku, aby byli schopni zaznamenat i ty nejjemnější nuance ve vzorcích. Hodnotí se vzhled, chuť, aroma a textura olivového oleje. Všechny tyto parametry ovlivňuje odrůda, oblast, poloha, doba sklizně, stupeň zralosti, způsob zpracování a další faktory.

## Degustace

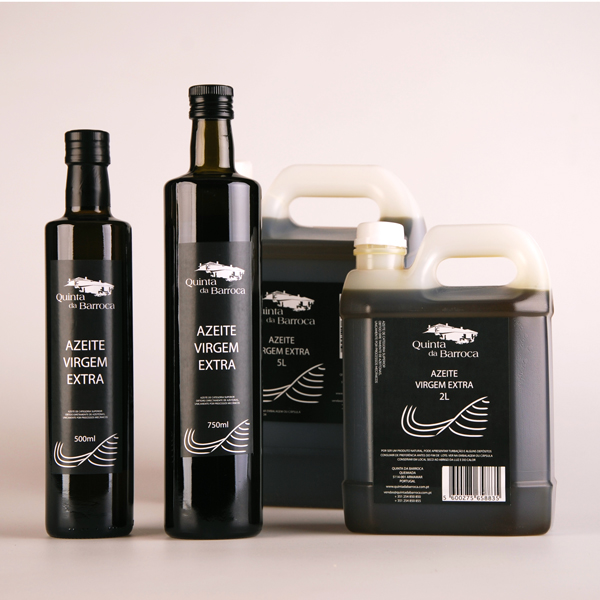
Quinta da Barroca, olivový olej extra panenský, kyselost pouze 0,34%

Čich – degustace čichem se provádí takto: ve sklenici se olej ohřeje na asi 25 °C dlaní ruky. Poté si dvakrát maximálně třikrát přičichnete. Pokud je to nutné celý postup se opakuje asi po jedné minutě,
Barva olivového oleje nemá žádný vliv na jeho kvalitu a chuť, závisí pouze na odrůdě a zralosti plodů,
Chuť – pro olivové oleje je typická chuť hořká a mírná palčivá. Degustace chuti se provádí takto: na jazyk se kápne 8 až 10 kapek oleje, 2-3 sekundy se na jazyku zahřívá v pootevřené puse. Poté se nechá pomalu sklouznout po jazyku k zadním zubům a nakonec se polkne. Pokud je nutné pokus opakovat, musí se ústa neutralizovat minerální vodou.
- Pozitivní chutě:
  - Olivová – charakteristická chuť čerstvých oliv.
  - Pikantní – lehce pikantní příchuť v prvních měsících po vylisování, která vyprchá po několika sekundách v ústech.
  - Ovocná – aromatická vlastnost, více nebo méně intenzivní a stabilní během celého roku. Chuť a vůně olivového oleje připomíná jablko.
  - Hořká – charakteristická chuť olejů získávaných ze zelených plodů, v závislosti na intenzitě je příjemná, ale při vyšších hodnotách může být až nepříjemná.
  - Harmonická - Vůně, chuť, hmatový vjem ve velkém vyvážení.
  - Sladká – charakteristická chuť z několika oblastí pěstování a kultivátů. Chuť není po cukru, ale spíše tu nedominuje hořká a palčivá chuť.
  - Vegetativní – chuť jenž připomíná rostliny nebo ovoce, nejčastěji mandle, jablka, čerstvě pokosenou trávu, rajčata, artyčok, broskve, luštěniny.
- Defektní chutě:
  - Octová – způsobená špatným skladováním oliv, kdy dochází ke vzniku kyseliny octové, octanu ethylnatého a ethanolu.
  - Plesnivá – chuť oleje získaného z plodů napadených houbami a kvasinkami, příčinou je dlouhé skladování ve vlhku.
  - Kovová – typická pro oleje, které byly během výroby v příliš dlouhém kontaktu s kovovým povrchem strojů.
  - Zatuchlá – příznačná pro oleje vyrobené z oliv, které byly dlouho skladovány a u nichž se vyskytly projevy fermentace.
  - Žluklá – typická pro všechny tuky, které při dlouhém pobytu na vzduchu začínají oxidovat.
  - Ostrá – pálivá chuť typická pro oleje vyrobené na začátku sklizně.
  - Vodová – následek dlouhého kontaktu oleje s vodou
  - Červivá – chuť olivového oleje vyrobeného z plodů, jež byly napadeny larvami olivové mouchy (Bactrocera oleae)

## Vliv na lidské tělo

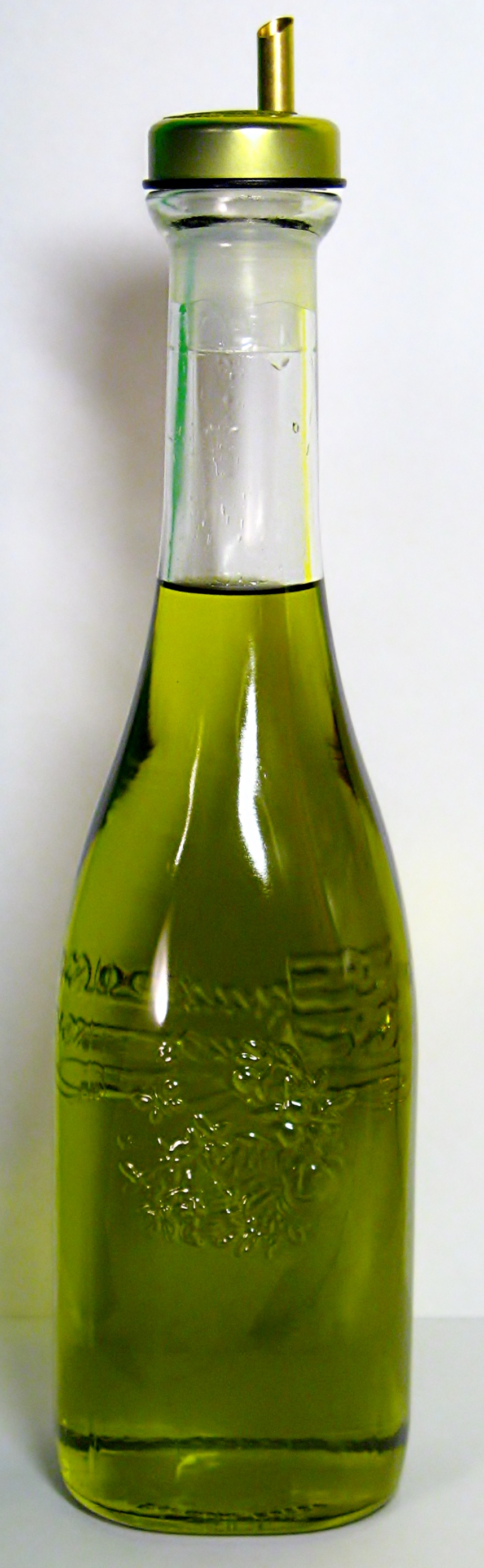
Lahvička olivového oleje vyrobeného v severoitalském městě Manerba del Garda

Olivový olej má pomáhat snižovat riziko vzniku závažných kardiovaskulárních chorob, tedy onemocnění srdce. Obsahuje antioxidanty a vitamíny (např. skupiny A, D, E a K). Má pomáhat snižovat hladinu tzv. špatného cholesterolu, podporovat trávení, absorpci vápníku a zpomalovat stárnutí. Má prospívat pleti i vlasům.
Panel EFSA však v jistých ohledech nenachází příčinnou souvislost. FDA také upozorňuje na nejednoznačné vědecké závěry. Navíc u kojenců zevní použití oleje snižuje obranyschopnost kůže a může stát za rozmachem dermatitidy.
Přírodní léčitelství[kdo?] jej považuje za velmi dobré laxativum.
Léčivé účinky olivového oleje uznával již Starý zákon, který radil mimo jiné jím očišťovat malomocné.[zdroj?] Také Hippokratés jej doporučoval na léčení vředů.[zdroj?] Pragmatičtí Angličané také znali jeho léčivou sílu a vždy prodávali olivový olej v lékárnách.[zdroj?]
Olivový olej patří mezi pět zdraví nejprospěšnějších surovin na světě.[zdroj?] Má celou řadu blahodárných a léčivých účinků na lidský organismus. Od účinné prevence proti rakovině, přes podporu metabolismu cukrů a tuků, až po ošetření popraskané kůže a jizev.[zdroj?] Olivový olej je také mimo jiné součástí redukčních diet a jednou z jeho nejznámějších předností je snižování hladiny cholesterolu v krvi.[zdroj?]
- Podporuje metabolismus[zdroj?]
- Napomáhá trávení[zdroj?]
- Pomáhá při léčbě žaludečních onemocnění[zdroj?]
- Snižuje koncentraci žaludečních kyselin a tak brání vzniku a rozvoji žaludečních vředů[zdroj?]
- Podporuje funkci žlučníku a tvorbu žluče[zdroj?]
- Lze jím vyvolat vyloučení drobných až středně velkých žlučníkových kamenů[zdroj?]
- Koriguje hodnotu bilirubinu[zdroj?]
- Posiluje játra a zlepšuje vylučování škodlivých látek[zdroj?]
- Zlepšuje střevní mikroflóru[zdroj?]
- Bojuje proti zácpě[zdroj?]
- Má nižší energetickou hodnotu než máslo a jiné druhy oleje[zdroj?]
- Dává tělu energii a rychle zasytí[zdroj?]
- Zvyšuje citlivost na inzulín a pomáhá tak buňkám lépe získávat energii z cukrů[zdroj?]
- Napomáhá hubnutí a je vhodný při redukční dietě[zdroj?]
- Ideální pro diabetiky a různé druhy diet[zdroj?]